# Rhinanthus nigricans
Rhinanthus nigricans är en snyltrotsväxtart som beskrevs av Karl Friedrich Meinshausen. Rhinanthus nigricans ingår i släktet skallror, och familjen snyltrotsväxter. Inga underarter finns listade i Catalogue of Life.